# Městské oblastní divadlo Benešov
Městské oblastní divadlo Benešov bylo profesionální divadlo, v letech 1950–1959 sídlící v divadelním sále hotelu Pošta. Herecký soubor byl sestaven z herců z Tábora, Slaného a Teplic a mladých herců z DAMU (Alena Vránová, Helena Lehká-Rejšková, J. Frajer, J. Zíma). Nejvýraznější herečkou v kvalitou nevyrovnaném souboru byla Alena Vránová (Jelena – Strýček Váňa, 1954; Růžena – Rozkvétající ženy, Puk – Sen noci svatojanské, 1955).
Režisérem divadla byl J. Tumlíř do roku 1956, následně I. Zolarová. 
Divadlo bylo v roce 1959 sloučeno s Hořovickým divadlem, následně obě divadla zanikla a část souboru v čele s A. Dvořákem přešla do nového divadla v Příbrami.